# Franz Katluhn
Franz Katluhn (* 9. Dezember 1865 in Insterburg; † 30. November 1942 in Leipzig) war ein deutscher Richter und Senatspräsident am Reichsgericht.

## Leben
Kathlun studierte Rechtswissenschaft an der Albertus-Universität Königsberg und wurde 1883 Mitglied der freien Landsmannschaft Littuania. 1894 gehörte er zu den Litauern, die sich als neues Corps Littuania dem Königsberger Senioren-Convent anschlossen. 
Er legte 1886 die erste Staatsprüfung („bestanden“) ab und wurde 1892 Assessor. 1896 wurde er Amtsrichter beim Amtsgericht Marggrabowa und 1901 Landrichter beim Landgericht Insterburg. Am Oberlandesgericht Königsberg wurde er 1904 Hilfsrichter. Die Ernennung zum Landgerichtsrat 1906 und zum Kammergerichtsrat 1907 waren weitere Stationen, bis er 1912 als Hilfsrichter an das Reichsgericht kam. 1914 wurde er Reichsgerichtsrat und 1926 Senatspräsident. Die Universität Leipzig verlieh ihm 1933 die Ehrendoktorwürde. In den Ruhestand trat er am 1. April 1934.